# 中国电影导演协会
中国电影导演协会是中国大陸有导演资格的电影导演组织起来的行业社团，为在中华人民共和国民政部正式注册的民间非盈利组织。协会宗旨为“团结电影工 作者；维护导演尊严；保障导演权益；沟通导演的经验；提高电影艺术及制作水平；促进国际及海峡两岸和香港、澳门之间导演艺术交流”。

## 大事记
- 1992年1月在香港发起并筹备组建。
- 1992年年末经中国民政部批准正式注册成立。
- 1993年1月在上海召开成立大会。
- 1994年2月在北京召开第一届年会，举了第一届领导机构，会长谢铁骊，副会长谢晋、吴贻弓、谢飞、张艺谋，秘书长滕文骥、郑洞天，通过了本协会章程。
- 1997年9月在上海召开第二届年会，选举了新一届领导机构，会长吴贻弓，副会长谢飞、滕文骥、张艺谋，秘书长郑洞天、何群。
- 2000年5月在北京召开第三届年会，会议讨论通过第二届年会选出的领导连任，
- 2003年11月在嘉兴召开第四届年会。
- 2005年起设立了中国电影导演协会年度奖，后更名为中国电影导演协会年度表彰评选，每年举办表彰大会。
- 2011年1月在三亚召开第五届年会。[3]
- 2015年10月在北京举行2015年年会，现场举手表决，确定了第六届执委人员名单。李少红连任第六届导演协会会长，副会长由冯小刚、尹力、贾樟柯、张杨、王红卫担任，刘仪伟任秘书长[4]。
- 2015年启动了CFDG中国青年电影导演扶持计划（暨“青葱计划”）是由国家电影局指导、中国电影导演协会主办，旨在挖掘有潜力的青年导演人才[5]。

## 历任领导
| 任期                  | 会长   | 副会长                                 | 秘书长 | 副秘书长 |
| --------------------- | ------ | -------------------------------------- | ------ | -------- |
| 1994年2月-1997年9月   | 谢铁骊 | 谢晋、吴贻弓、谢飞、张艺谋             | 滕文骥 | 郑洞天   |
| 1997年9月-2003年11月  | 吴贻弓 | 谢飞、滕文骥、张艺谋                   | 郑洞天 | 何群     |
| 2003年11月-2011年1月  | 黄建新 | 陈凯歌、陈国星、冯小刚、张建亚、李少红 | 何平   | 江平     |
| 2011年1月-2015年10月  | 李少红 | 何平、贾樟柯、张杨、张国立、张建亚     | 何平   | 刘仪伟   |
| 2015年10月至2024年6月 | 李少红 | 冯小刚、尹力、贾樟柯、张杨、王红卫     | 刘仪伟 |          |
| 2024年6月至今         | 贾樟柯 | 李玉、陈思诚、郑大圣、郭帆、管虎       | 王红卫 |          |

## 奖励表彰
- 中国电影导演协会年度表彰评选

## 加入协会条件
- 有加入中国电影导演协会的意愿，并持有中华人民共和国国籍。
- 拥护本协会章程。
- 独立执导过一部在全世界任何国家和地区35毫米院线或2K数字院线发行放映过的纪录片或90分钟长故事片（包含动画片、戏曲片、舞台艺术片）的导演。